# Любов назаем
Любов назаем (на турски: Son Bahar, букв. превод: Есен) е турски драматичен сериал, излъчен в периода 2008 – 2009 г.

## Актьорски състав
- Еркан Петеккая – Галип Тюркер
- Айча Варлъер – Сабиха Йълмаз
- Ахмет Мюмтаз Тайлан – Кемал Йълмаз
- Севинч Ербулак – Рухсар
- Челик Билге – Лятиф
- Серай Гьозлер – Гюлшен
- Басри Албайрак – Сердар
- Башак Окса – Нурсел Тюркер
- Инанч Бенлидглу – Саадетин Йълмаз
- Петек Ертюре – Мелек
- Вурал Бингьол – Ръза
- Едже Ериштъ – Зюлфие
- Айча Айдън – Мевре
- Кюршат Алначък – Кюршат
- Фюсун Ербулак – Фатма
- Халил Ирклъ – Фарук
- Седа Акман – Еда
- Атила Сарал – Ердал
- Ямур Йълмаз – Зейно
- Баран Яглъ – Мемо
- Нурсели Идиз – Верена
- Фадик Севин Атасой – Ляле
- Мерих Акалън – Къймет
- Шебнем Дилигил – Латифе
- Едип Санер – Зафер
- Гюл Тунччекич – Шукран
- Тарък Шербетчиоглу – Мустафа
- Кишисел Йозеликлер – Хилал
- Ахмет Бирджан – Шефкет
- Ергун Догмаджъ – Мехмет Йълмаз

## В България
В България сериалът започва на 16 февруари 2010 г. по Нова телевизия и завършва на 3 септември. Дублажа е на Арс Диджитал Студио. Ролите се озвучават от Христина Ибришимова, Татяна Захова, Таня Димитрова, Илиян Пенев и Васил Бинев.